# CIH

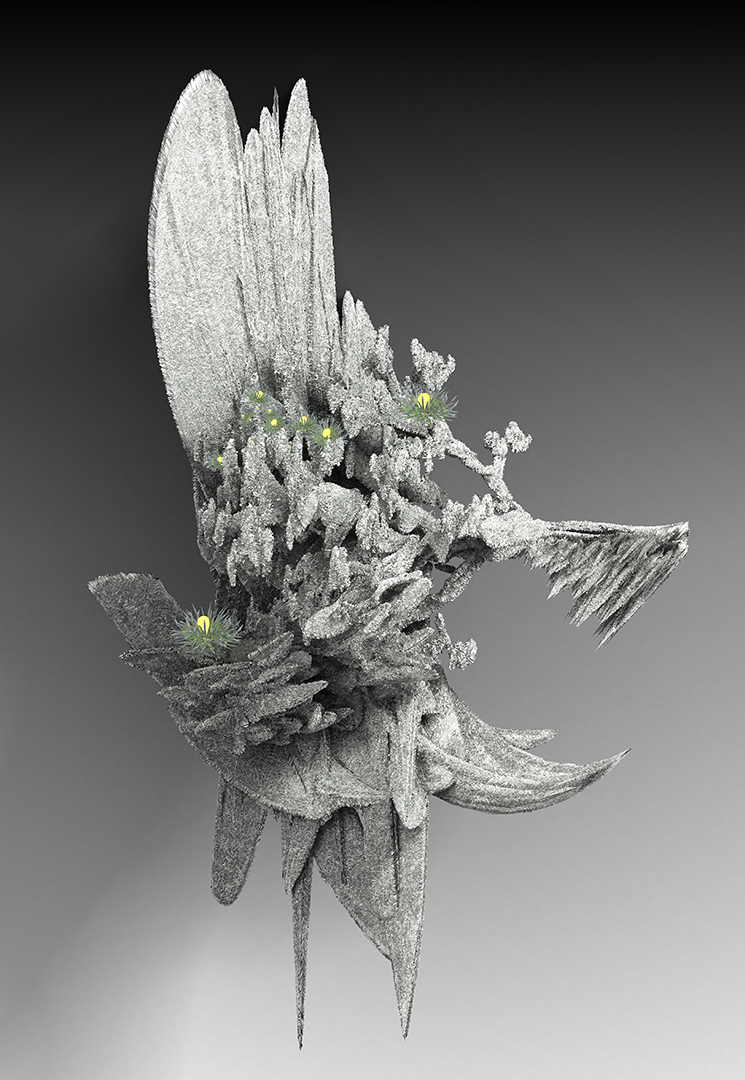
Зображення комп'ютерного вірусу Chernobyl, створеного українським медіа-художником Степаном Рябченком в 2011 році.

CIH, або «Чорнобиль» (Virus.Win9x.CIH) — комп'ютерний вірус, написаний тайванським студентом Ченєм Їнхао (кит. трад. 陳盈豪, піньїнь: Chén Yíngháo ) у червні 1998 року. Являє собою резидентний вірус, що призначений тільки для операційних систем Windows 95/98/ME

## Історія
26 квітня 1999 року, в річницю Чорнобильської аварії вірус активізувався і знищив дані на жорстких дисках інфікованих комп'ютерів. На деяких комп'ютерах було зіпсовано вміст мікросхем BIOS. Саме збіг дати активації вірусу і дати аварії на ЧАЕС дали вірусу другу назву — «Чорнобиль», який в народі навіть більш відомо, ніж «CIH».
За різними оцінками, від вірусу постраждало близько півмільйона персональних комп'ютерів по всьому світу.
За даними The Register, 20 вересня 2000 року влада Тайваню заарештували творця знаменитого комп'ютерного вірусу.

## Назва
Вірус CIH отримав назву «Чорнобиль». Відзначають дві можливі версії походження назви:
1. Назва походить від ініціалів автора.
2. Дата спрацьовування логічної бомби, закладеної автором, збігається з датою аварії на Чорнобильській АЕС — 26 квітня.

## Поширення
Перший робочий вірус був виявлений у червні 1998 року на Тайвані — автор вірусу заразив комп'ютери у своєму університеті. За наступний тиждень вірусні епідемії були зареєстровані в Австрії, Австралії, Ізраїлі та Великій Британії. Пізніше сліди вірусу були виявлені в кількох інших країнах . Зараження декількох американських вебсерверів, що поширювали комп'ютерні ігри, послужило причиною глобальної вірусної епідемії, що почалася 26 квітня 1999 року. На півмільйоні комп'ютерів спрацювала «логічна бомба» — була знищена інформація на жорстких дисках і пошкоджені дані на мікросхемах BIOS.

## Принципи роботи
При запуску зараженого файлу вірус інсталює свій код у пам'яті Windows, перехоплюючи запуск EXE-файлів і записуючи в них свою копію. В залежності від поточної дати вірус здатний пошкоджувати дані на Flash BIOS і жорстких дисках комп'ютера.

## Відомі варіанти вірусу
Існує три авторські версії вірусу. Вони досить схожі один на одного і відрізняються лише незначною зміною в коді. Версії вірусу мають різні довжини, рядки тексту і дату спрацьовування процедури стирання дисків і Flash BIOS:
| Довжина (байт) | Назва          | Дата спрацьовування «логічної бомби» | Виявлений «у живому вигляді» |
| -------------- | -------------- | ------------------------------------ | ---------------------------- |
| 1003           | CIH 1.2 TTIT   | 26 квітня                            | Так                          |
| 1010           | CIH 1.3 TTIT   | 26 квітня                            | Ні                           |
| 1019           | CIH 1.4 TATUNG | 26 числа кожного місяця              | Так                          |

## Автор вірусу
Чень Инхао народився 25 серпня 1975 року, Тайвань.
Чень написав CIH під час навчання в університеті Датун (Tatung) в Тайбеї. Коли Чень створив вірус, він отримав серйозну догану від університету.
Дізнавшись, що вірус став широко поширеним, він занервував. Деякі його однокласники настійно радили йому не зізнаватися у створенні вірусу, однак він сам був упевнений, що за наявності достатнього запасу часу експерти з безпеки зможуть його вирахувати. Тому ще до закінчення університету він написав офіційне вибачення в Інтернеті, в якому він публічно попросив вибачення у жителів Китаю, комп'ютери яких постраждали. Внаслідок військової повинності Чень пішов служити. Згідно з тайванських законів тих часів він не порушив жодних законів і він ніколи не притягувався до кримінальної відповідальності за створення цього вірусу.
В даний час Чень працює в Gigabyte.

## Факти
- «Чорнобиль» працює тільки під Windows 95/98/ME/XP
- Вірус має досить невеликий розмір — близько 1 кБ.
- У 2011 році український медіа-художник Степан Рябченко візуалізував віртуальну сутність комп'ютерного вірусу Chernobyl, надавши йому форму і образ[5].